# Oxydia intensa
Oxydia intensa är en fjärilsart som beskrevs av W. Warren 1905. Oxydia intensa ingår i släktet Oxydia och familjen mätare. Inga underarter finns listade i Catalogue of Life.